# Chaenomeles japonica
Chaenomeles japonica (membrillo japonés) es una especie de plantas del género Chaenomeles, familia de las rosáceas. Es nativa del este asiático.

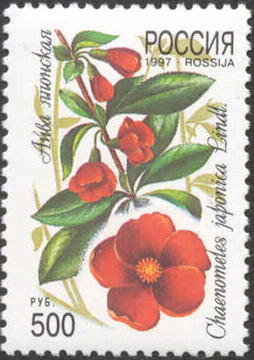
En un sello postal ruso

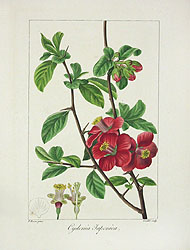
Ilustración

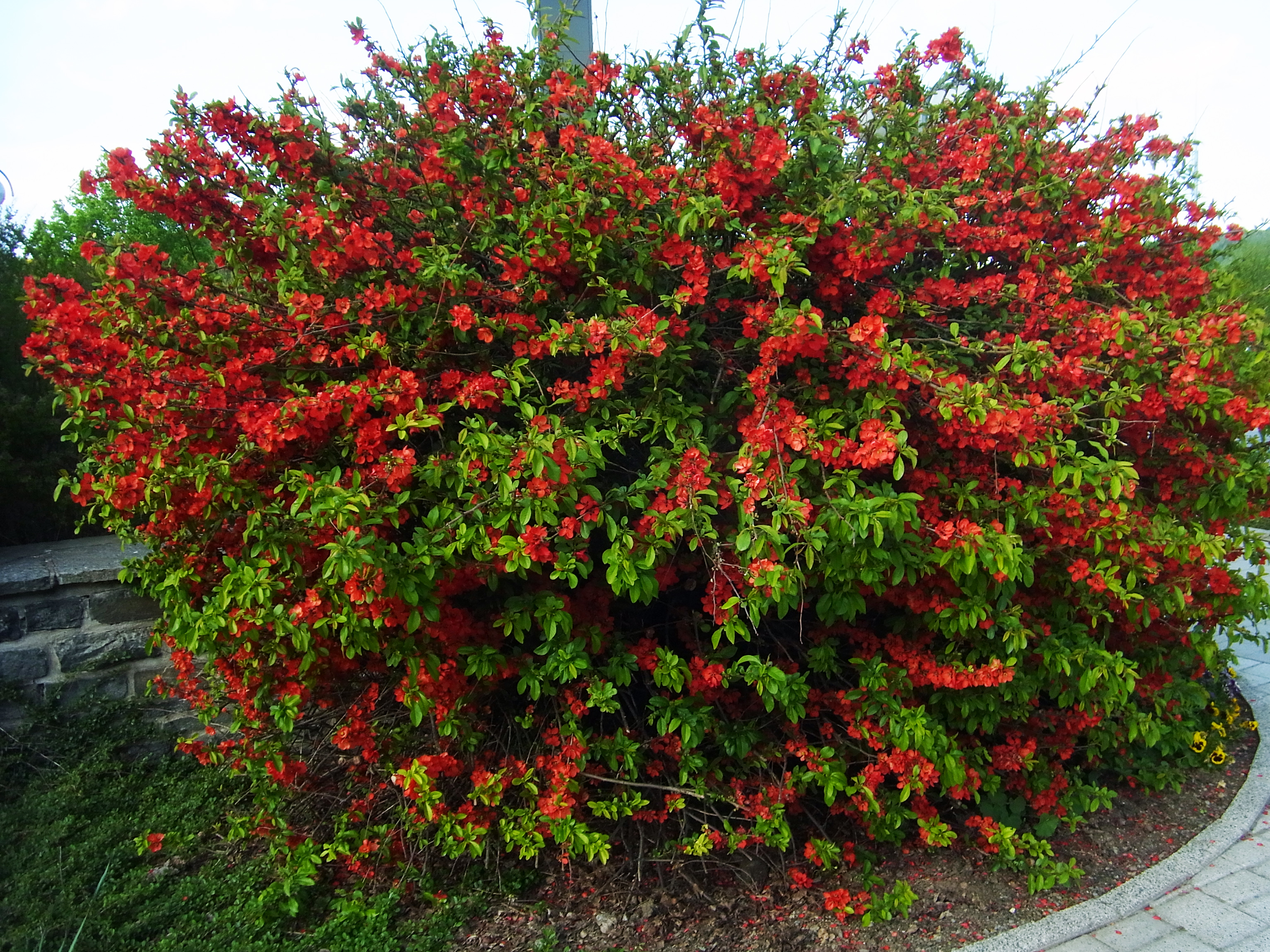
Vista de la planta

## Características
Es un arbusto caducifolio, espinoso,  sumamente decorativo todo el año. Alcanza de 0,1-0,6 m de altura. Las hojas son ovaladas verde brillante.  Florece en invierno, antes de la brotación de hojas; reflorece en verano pero con menos abundancia. Produce frutos aromáticos,  amarillo-verdosos, semejantes a manzanas, pero de unos 4 cm de diámetro.
Prefiere pleno sol. Acepta todo tipo de suelo, pero crece muy lento en suelo calcáreo; conviene evitar suelos con pH elevado, pues aparecen signos de clorosis.
Debe regarse normalmente en verano y muy poco en invierno. Se puede usar abono orgánico en otoño e invierno, y químico en primavera.

## Usos

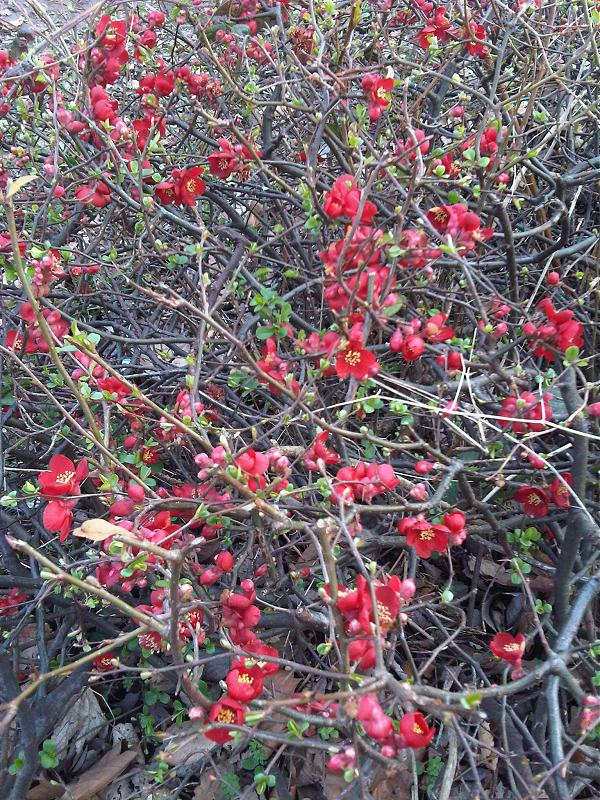
Chaenomeles japonica

El fruto es comestible, muy duro y ácido en crudo, pero con un sabor agradable y fuerte para mermeladas y jaleas.
Si se cortan las ramas antes de la floración, y se llevan a un florero con agua, comienzan a florecer.
Se plantan aislados, en grupos y en setos. Hay variedades menos vigorosas de porte extendido, propias para jardines de rocalla. Es un excelente arbusto para seto defensivo por sus espinas.
Se deja cultivar muy bien para bonsái. 
Hay que cortar siempre los largos y rígidos chupones  que produce.

## Multiplicación
Se hace fácilmente por semilla. Se siembra en otoño la semilla que se ha estratificado antes de la siembra (durante 3 meses a 5 °C).  A finales de otoño se cortan esquejes de raíz de 1 dm de largo, y se almacenan a 5 °C hasta la primavera, plantándose entonces horizontalmente.
Puede enraizar bajo vidrio, usando estacas de madera parcialmente maduras y con hojas. Además se obtiene un mejor enraizamiento si se tratan las estacas con ácido indolbutírico.

## Taxonomía
Chaenomeles japonica fue descrita por (Thunb.) Lindl. y publicado en Histoire Naturelle des Végétaux. Phanérogames 2: 159, en el año 1834.
Sinonimia
- Chaenomeles japonica var. maulei (Mast.) Lavallée
- Chaenomeles maulei (Mast.) C.K.Schneid.
- Chaenomeles trichogyna Nakai
- Cydonia japonica (Thunb.) Pers.
- Cydonia japonica var. typica Makino
- Cydonia maulei T.Moore
- Pseudochaenomeles maulei Carrière
- Pyrus japonica Thunb.
- Pyrus maulei Mast.[3][4]